# Konzulat Republike Slovenije v Singapurju
Konzulat Republike Slovenije v Singapurju je diplomatsko-konzularno predstavništvo (konzulat) Republike Slovenije s sedežem v Singapurju (Singapur).
Trenutni častni konzul je Gerald Lim Thien Su.